# (6897) Tabei
(6897) Tabei (1987 VQ) – planetoida z pasa głównego asteroid okrążająca Słońce w ciągu 3,68 lat w średniej odległości 2,38 j.a.
Odkrył ją 15 listopada 1987 roku Antonín Mrkos w Obserwatorium Kleť i nazwał na cześć japońskiej alpinistki Junko Tabei, która w 1975 roku jako pierwsza kobieta weszła na Mount Everest. Nazwę zasugerował M. Tichy. A. Mrkos (1918-1996) był czeskim astronomem, polarnikiem i wspinaczem, przez 18 lat pracującym w obserwatoriach na Łomnicy w Tatrach.